# Lesná (okres Znojmo)
Obec Lesná  (do roku 1946 Liliendorf, německy Liliendorf) se nachází v okrese Znojmo v Jihomoravském kraji, 4 km severovýchodně od Vranova nad Dyjí, poblíž prameniště Klaperova potoka. Nachází se na území bývalého vranovského panství a byla jeho nejvýše položenou vesnicí, ale zároveň i nejmladší. Žije zde 250 obyvatel.

## Dějiny
Obec nemá dlouhou historii, založena byla teprve roku 1794. Poslední majitel vranovského panství z rodu Althanů, hrabě Michal Jan Josef z Althanu se zadlužil, takže dne 22. ledna 1793 byl Vranov v konkurzu prodán. Český zemský advokát Josef Hilgartner z Lilienbornu, který se stal novým majitelem, nechal hned v následujícím roce vykácet část lesa zvaného Langekammer (Dlouhá komora), poblíž staré cesty z Vranova do Znojma, mezi Onšovem a Vracovicemi. Takto získaná půda byla rozdělena na stejné díly a ty pak byly prodávány zájemcům. Nová obec dostala název po svém zakladateli – Liliendorf, český ekvivalent neměla. První obyvatelé patřili do chudých nemajetných vrstev. Byli to především pláteníci, bednáři, sedláčtí pacholci, dřevorubci a dělníci za denní mzdu. V roce 1798 čítala ves již 82 domků. Obživu kromě políček obstarávala zejména místní panská pila.
V letech 1827–1830 sem byla přeložena důležitá zemská silnice z Jemnice do Znojma, která předtím běžela ze Štítar přímo do Vracovic. Tak se Liliendorf stal významnou silniční křižovatkou, kterou je dodnes. Ve druhé polovině 19. století se Liliendorf stal díky blízkosti podyjského kaňonu oblíbeným výletním letoviskem. Později zde vznikly i pramenné lázně s bazénem a vanami (1913–1939). Roku 1851 zde byla postavena obecná škola, 1891 pošta, 1903 záložna, 1904 zbrojnice dobrovolných hasičů a roku 1911 četnická stanice. Roku 1896 v Liliendorfu zemřel znojemský buditel Jan Vlk, autor textu znárodnělé písně Přijde jaro, přijde. První světová válka si v obci vyžádala 4 oběti.
Obec si až do roku 1945 podržela německý charakter. V roce 1911 bydlelo v 89 domech 374 obyvatel, z toho pouze dva Češi (Moravané). Po pádu monarchie a vzniku Československa se v roce 1920 poměr Němců k Čechům změnil na 291:30. V roce 1924 stálo ve vsi 89 domů a 374 obyvatel, Češi dostali svoji obecnou školu. V roce 1929 navštívil obec tehdejší československý prezident T. G. Masaryk. Při sčítání obyvatel v roce 1932 měla obec 360 obyvatel, z toho 85 Čechů, 255 Němců a 20 cizinců. Na elektrickou rozvodnou síť ZME byla obec připojena v roce 1932. V říjnu 1938 (Mnichovská dohoda) se Liliendorf stal součástí Německé říše a jeho muži jako říšští Němci narukovali roku 1939 do války. Zahynulo z nich deset.
Po osvobození Rudou armádou dne 9. května 1945 se vedení obce ihned ujali Češi. Původní němečtí obyvatelé byli za asistence armády a SNB dne 20. června 1945 v rámci divokého odsunu vysídleni. Českým obyvatelstvem byla obec osídlena již do konce června 1945. V roce 1946 se pod vlivem tehdy módního „odněmčování“ změnil název obce – z Liliendorf na nepůvodní český novotvar Lesná. Obec navštívil 13. června 1948 Edvard Beneš. Bylo to již téměř týden po jeho abdikaci na úřad prezidenta. V roce 1960 byl postaven kulturní dům, který je v dnešní době využíván jako archiv.
Na počátku 70. let se obec začala zvelebovat – dobudování kanalizace, likvidace rybníků na návsi, nové chodníky a výsadba nových okrasných dřevin v obci. V říjnu 1976 se obec stala místní částí obce Šumná. Po roce 1989 se obec opět osamostatnila. V posledních deseti letech byla v obci provedena plynofikace, kanalizace a obec byla napojena na vodovodní řad ze Šumné.
Do roku 2014 zastával úřad starosty Antonín Kubiš, od roku 2014 vykonává funkci starosty Ivo Prchal.

## Pamětihodnosti a zajímavosti
Urbanistické řešení obce je racionální. Na starý princip hloubkové orientace navázalo přístavbou podélných křídel v průčelí parcel a propojilo tak uliční frontu. Řada hodnotných eklektických průčelí domů je z poslední čtvrtiny 19. stol. Na návsi je dnes Muzeum motocyklů. Na okraji lesa jihozápadně od obce stojí srubová Čírtkova hájenka.
Historizující filiální kostel sv. Terezie byl postaven v letech 1867–1868 na místě starší zvonice. Při silnici do Vranova nad Dyjí stojí zděná boží muka z doby kolem roku 1800.
Proslulý větrný mlýn holandského typu na východním okraji obce byl postaven roku 1862 zednickým mistrem Franzem Czernym, který se předtím podílel na výstavbě podobného mlýna rodiny Bergmannovy v nedalekém rakouském Recu. Liliendorfský mlýn svému původnímu účelu sloužil do roku 1907. Poté byl přestavěn na kolářskou dílnu, později zpustl. Od roku 1987 je upraven na restaurační zařízení.

## Fotogalerie

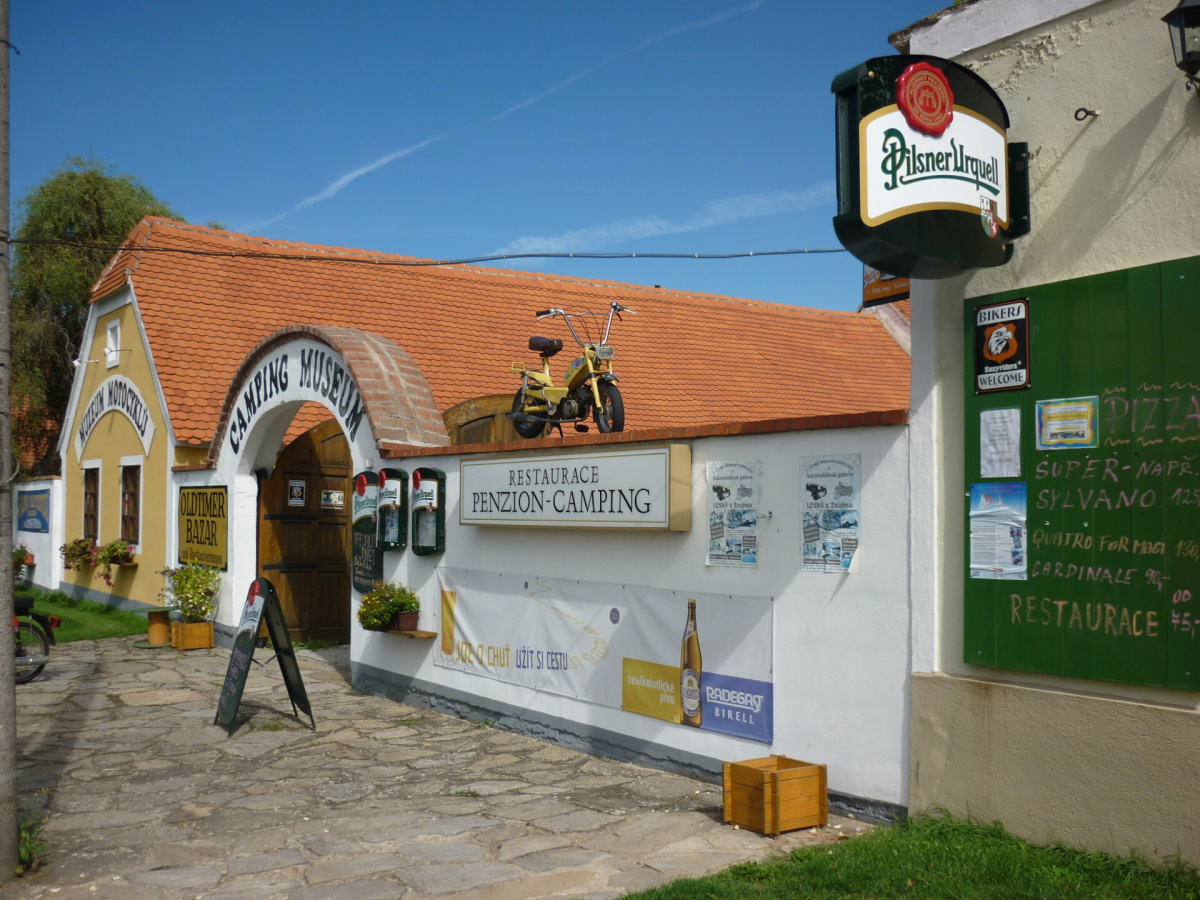
Muzeum motocyklů
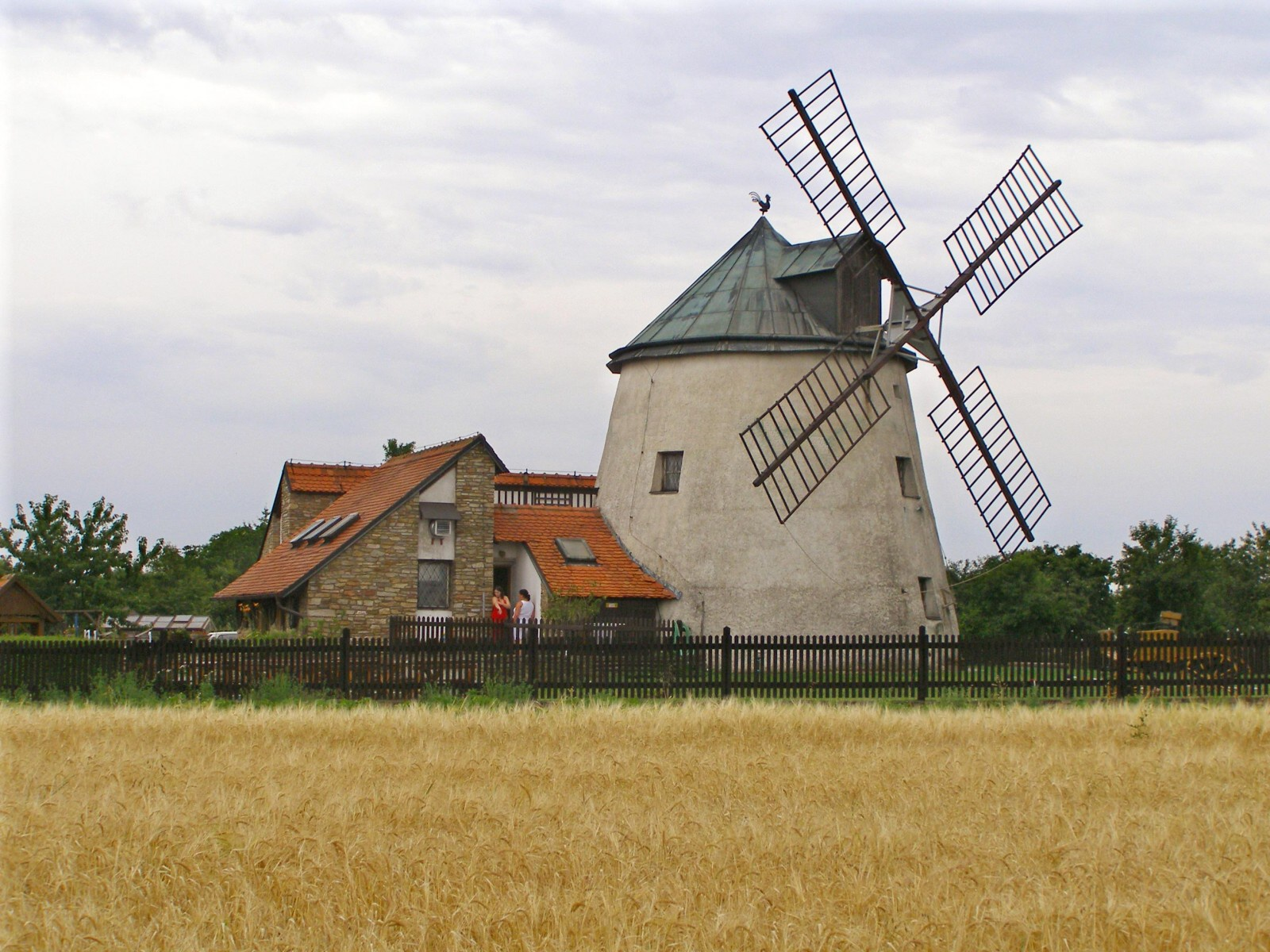
Větrný mlýn v Lesné
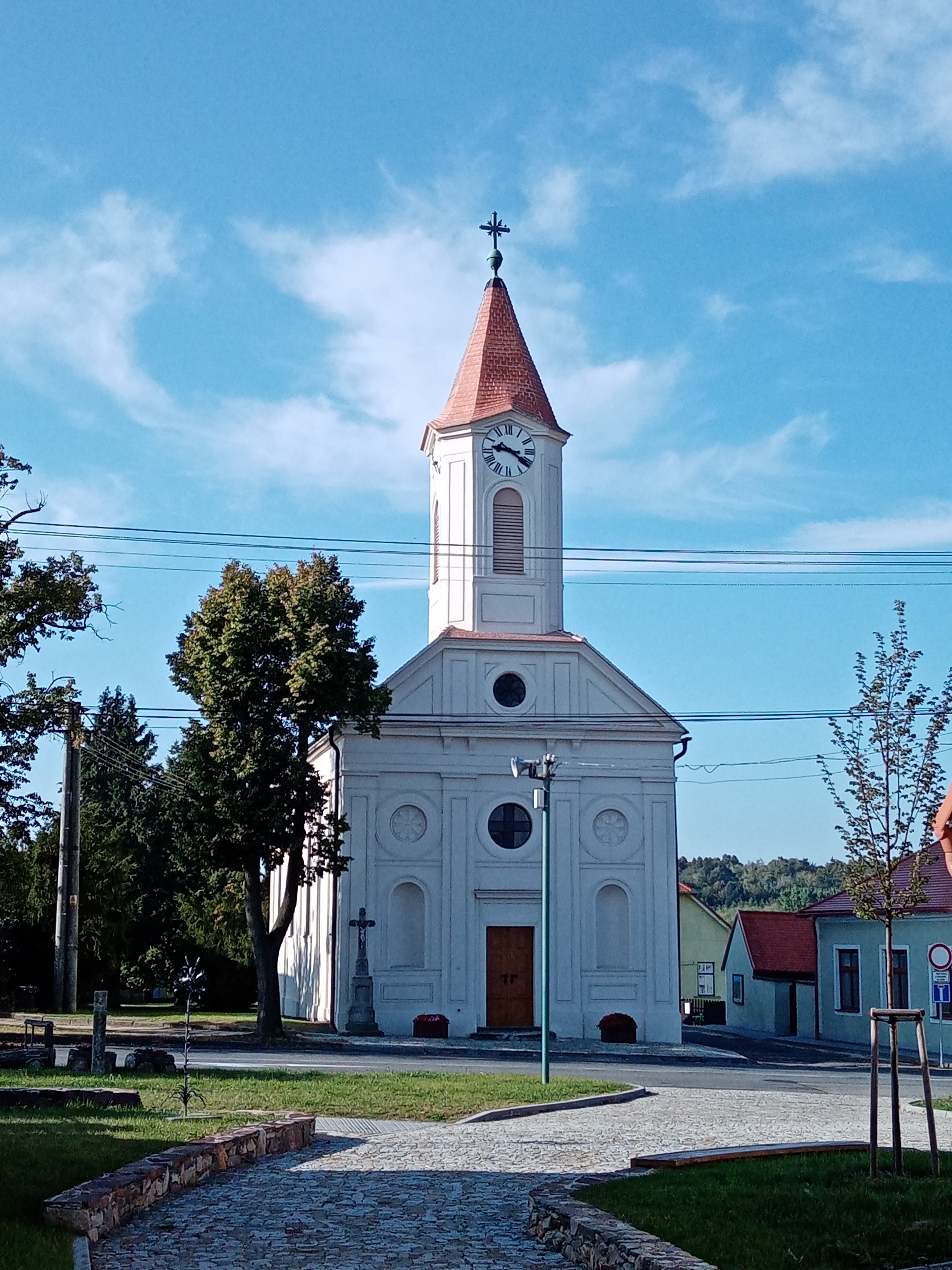
Kostel sv. Terezie
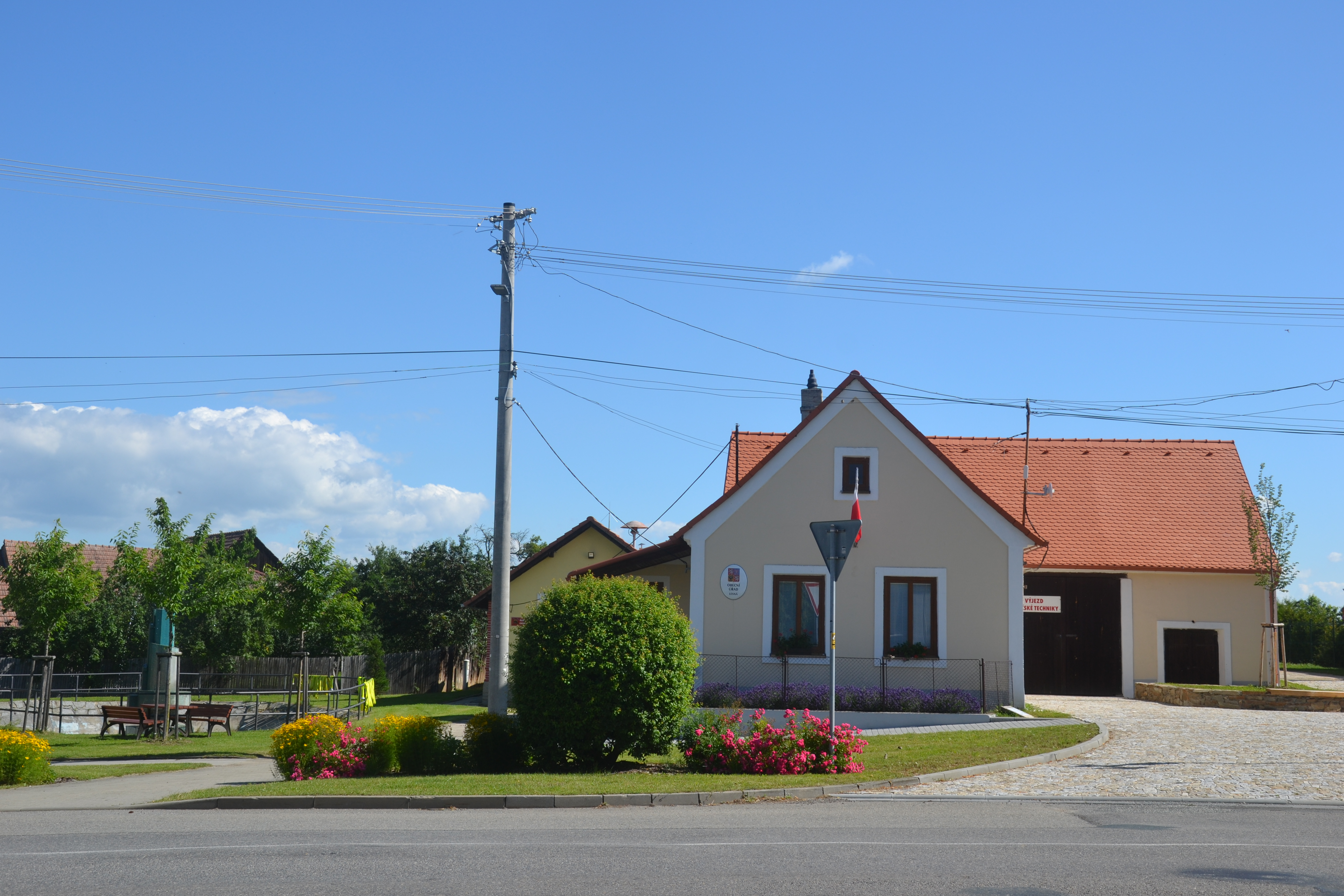
Obecní úřad Lesná
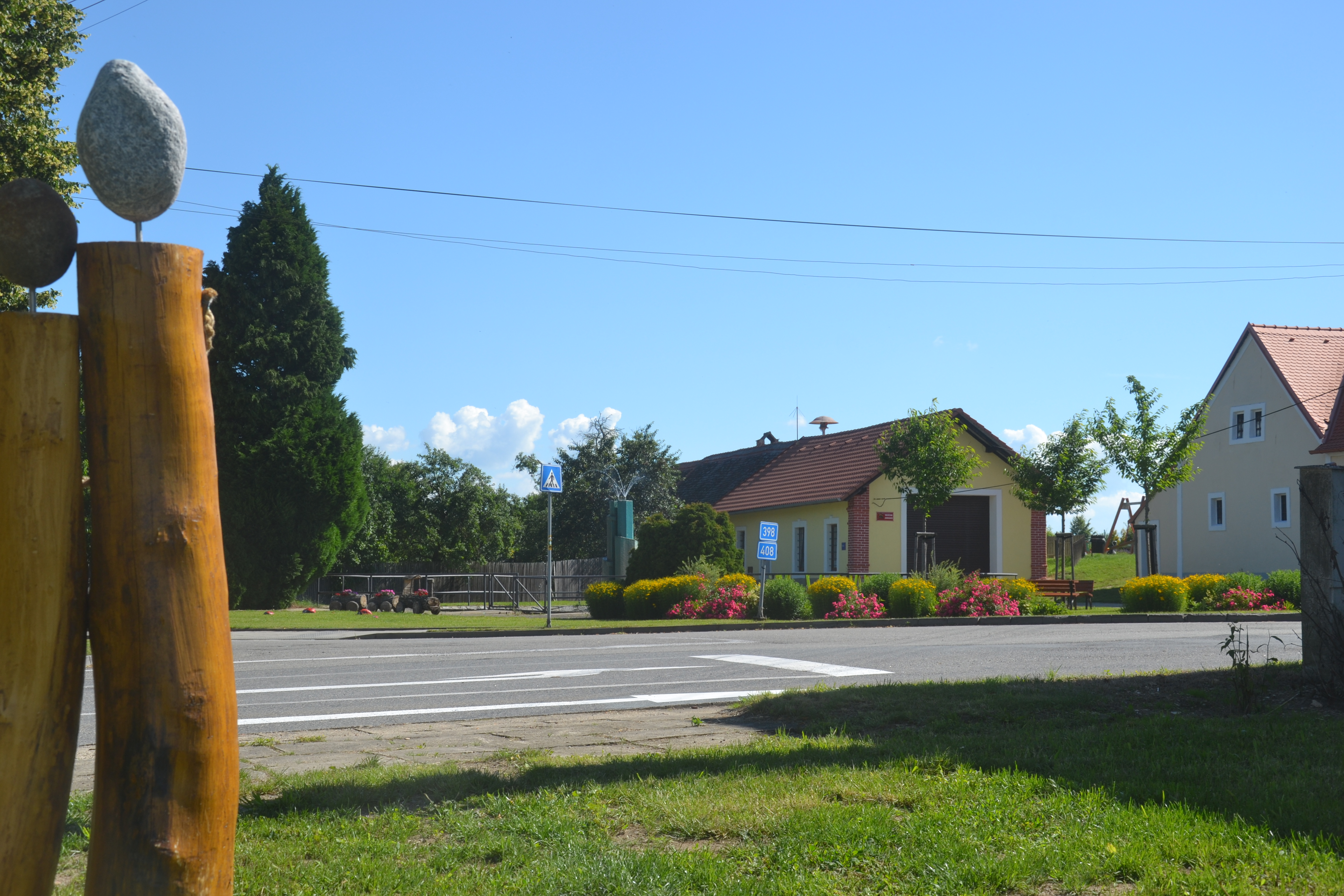
Náves Lesná
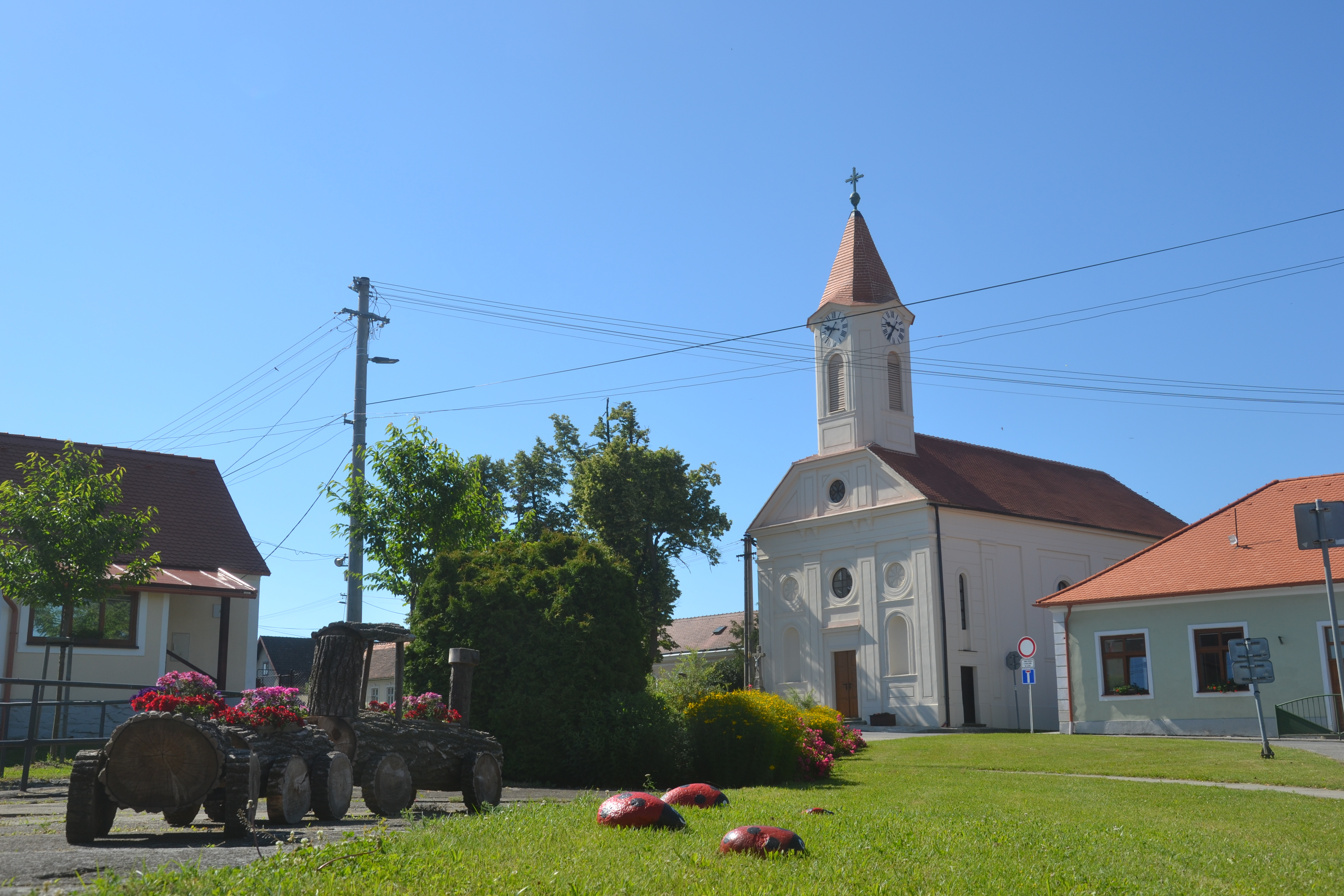
Náves a kostel sv. Terezie
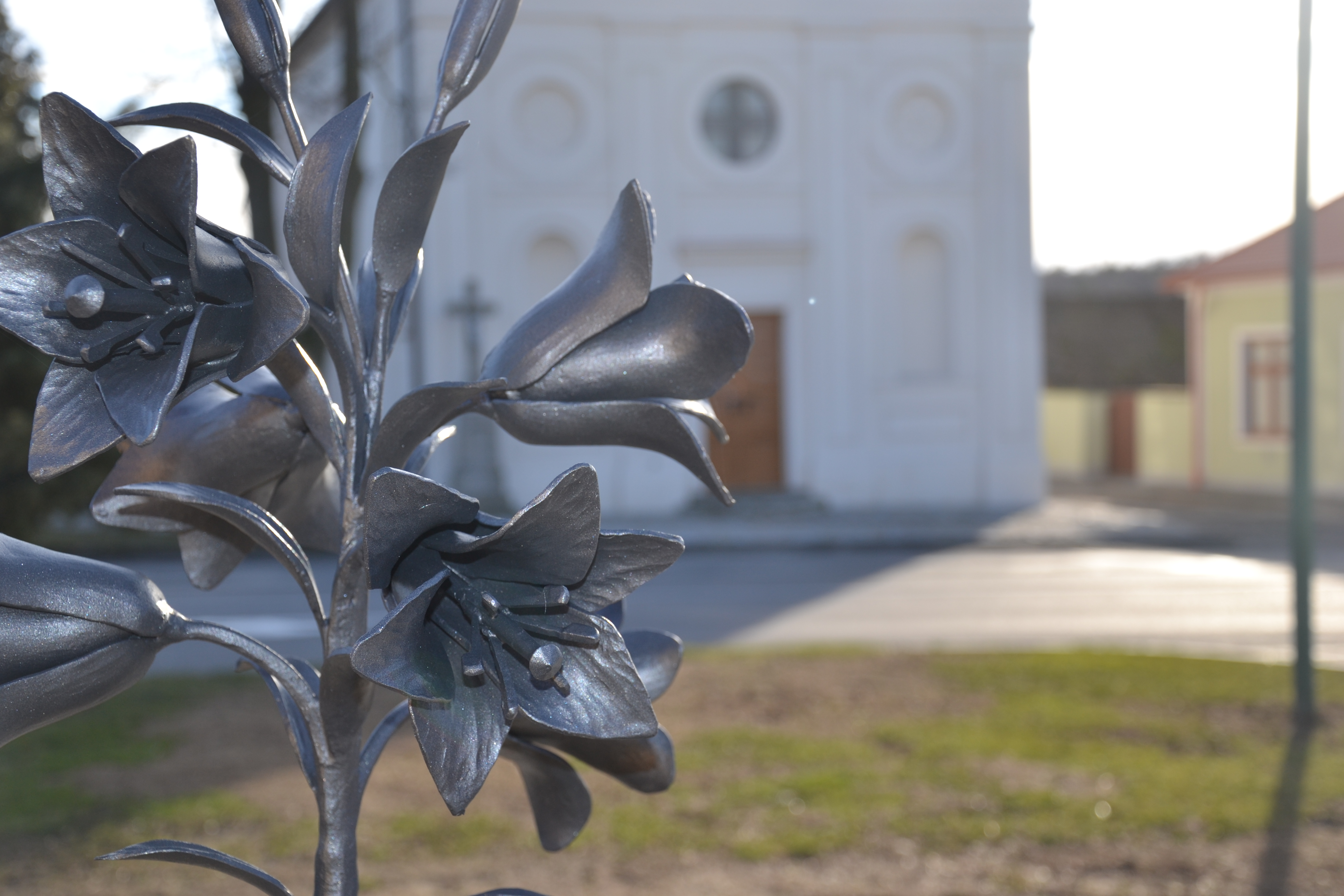
Lesná náves - skulptura